# Новосельцы (Стрыйский район)
Новосельцы (укр. Новосільці) — село в Ходоровской городской общине Стрыйского района Львовской области Украины.
Население по переписи 2001 года составляло 444 человека. Занимает площадь 1,56 км². Почтовый индекс — 81765. Телефонный код — 3239.

## Известные уроженцы
- Роман Мотульский — докторо педагогических наук, директор Национальной библиотеки Беларуси, заслуженный деятель культуры Республики Беларусь.